# Sauerland-Höhenflug

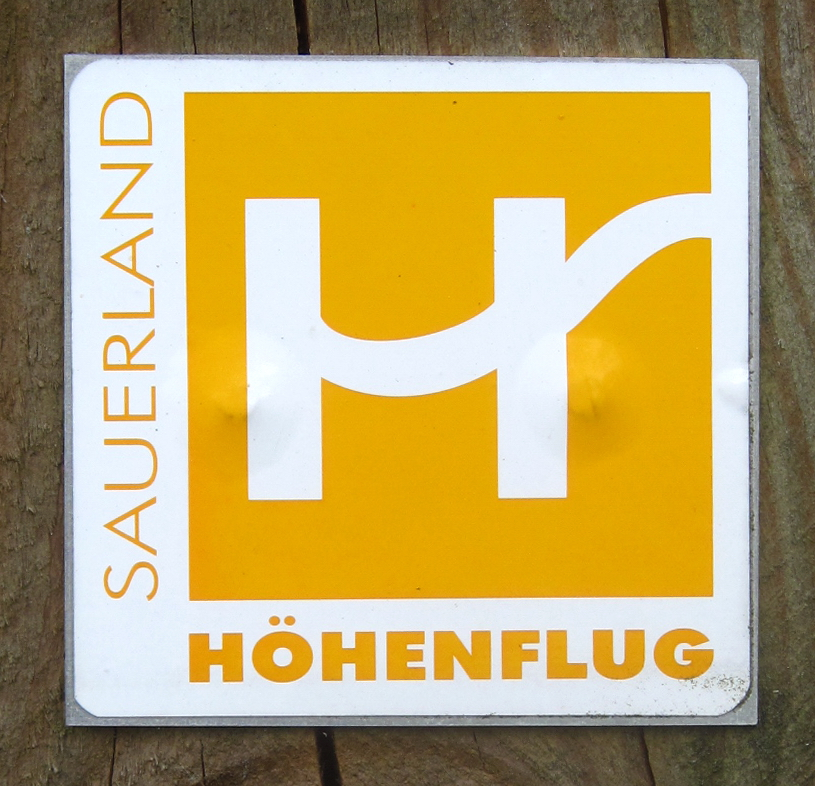
Wegzeichen des Sauerland-Höhenfluges (Hauptweg)

Der Sauerland-Höhenflug ist ein Wanderweg im Sauerland, der die nordrhein-westfälische Stadt Altena mit dem in Hessen liegenden Korbach verbindet. Eine Alternativroute startet in Meinerzhagen. Die Gesamtstreckenlänge beträgt etwa 251 Kilometer. Der Weg führt durch die Naturparke Sauerland-Rothaargebirge und Diemelsee. Er verläuft überwiegend auf Bergrücken im Bereich von 400 bis 800 Höhenmetern. 
Nach mehrjähriger, durch den Orkan Kyrill noch verlängerter Vorbereitungszeit wurde der Wanderweg am 31. Mai 2008 auf dem Schomberg nahe Wildewiese offiziell eröffnet. 
Seit 2014 findet immer am 2. Wochenende im Juni der Sauerland-Höhenflug-Trailrun in Sundern-Hagen statt. Über 800 Läufer nehmen am Trailrun teil, der zum großen Teil auf dem Sauerland-Höhenflug verläuft.

## Verlauf
Der in Altena auf der Burg beginnende südöstlich verlaufende Abschnitt führt entlang des Flugplatzes Hegenscheid über Ihmert, am Quitmannsturm und der Hönnequelle vorbei über die „Wilhelmshöhe“ (westlicher Ortseingang Neuenrade), Altenaffeln, den Schombergturm passierend über Wildewiese zum Wanderdreieck „Röhrenspring“, das nördlich des Finnentroper Ortsteils Faulebutter liegt. Auf dem Kohlberg, kurz vor dem Quittmannsturm, ist auf einem Teilstück des Wanderweges ein Vitaparcours eingerichtet.

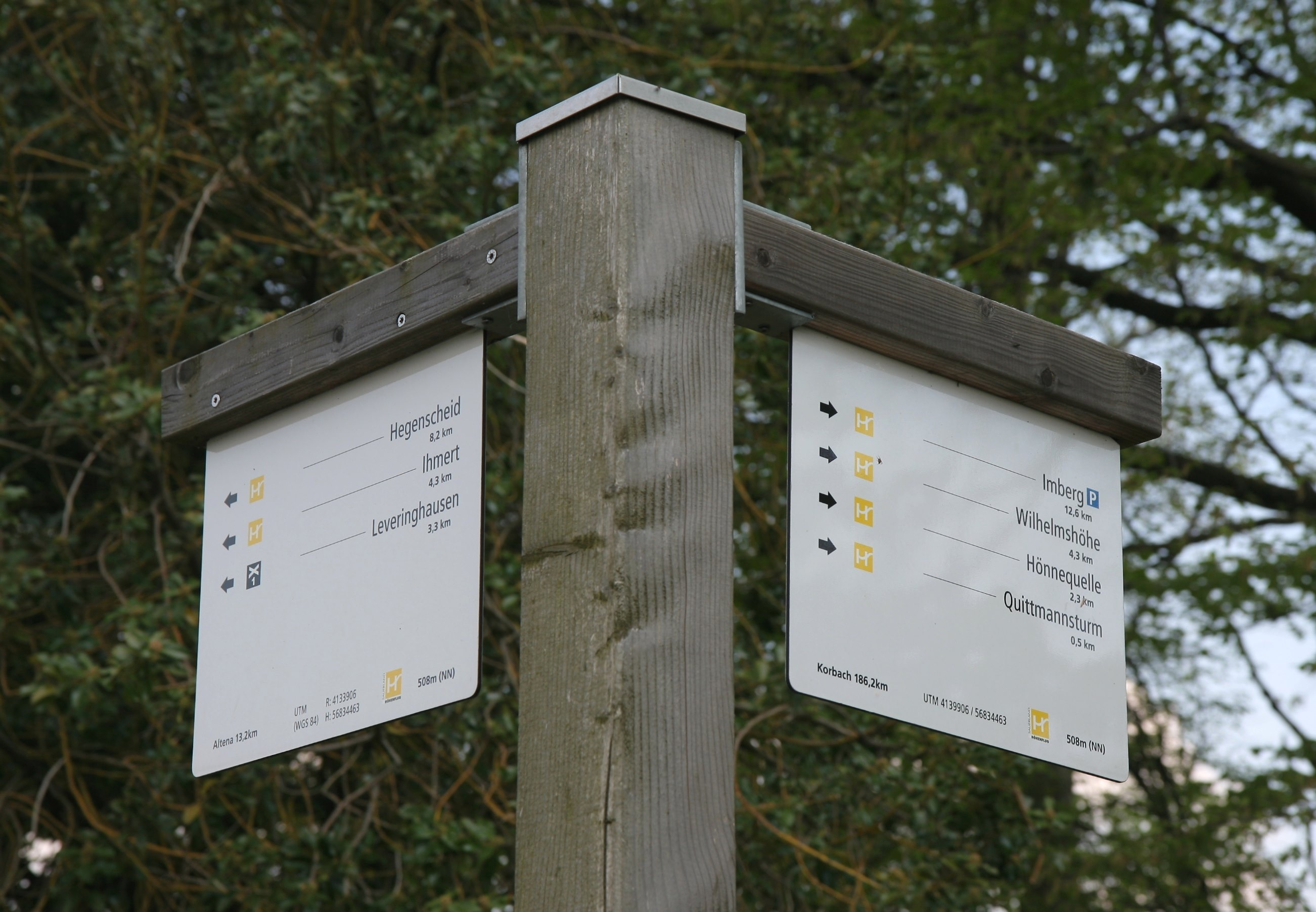
Wegweiser auf dem Kohlberg

Der im Zentrum von Meinerzhagen beginnende nordöstlich verlaufende Wanderwegabschnitt führt über den Wanderparkplatz Schallershaus vorbei an Schloss Badinghagen über Grünewald, Neuenhaus/Buntelichte durch das Quellental (nordöstlich von Hösinghausen), Knüppelsteg Ebbemoore, am Robert-Kolb-Turm entlang über den Wanderparkplatz Spinne, Windhausen, Parkplatz „Auf dem Höchsten“, Plettenberg-Landemert und Lenhausen. Nördlich von Faulebutter erreicht der Weg ebenfalls das Wanderdreieck „Röhrenspring“.
Von hier an verläuft der Sauerland-Höhenflug am Sendeturm auf dem Estenberg vorbei über Wenholthausen, die Esloher Ortschaften Büemke und Reiste zum Gehöft Hengsiepen (Schmallenberg). Entlang des Somberges (616 m) führt der Wanderweg über Altenilpe, westlich vorbei am Gelsterhagen (632 m), Am Koppen und über einen steilen Hohlweg zur Kapelle am Buchhagen und anschließend nach Bad Fredeburg.

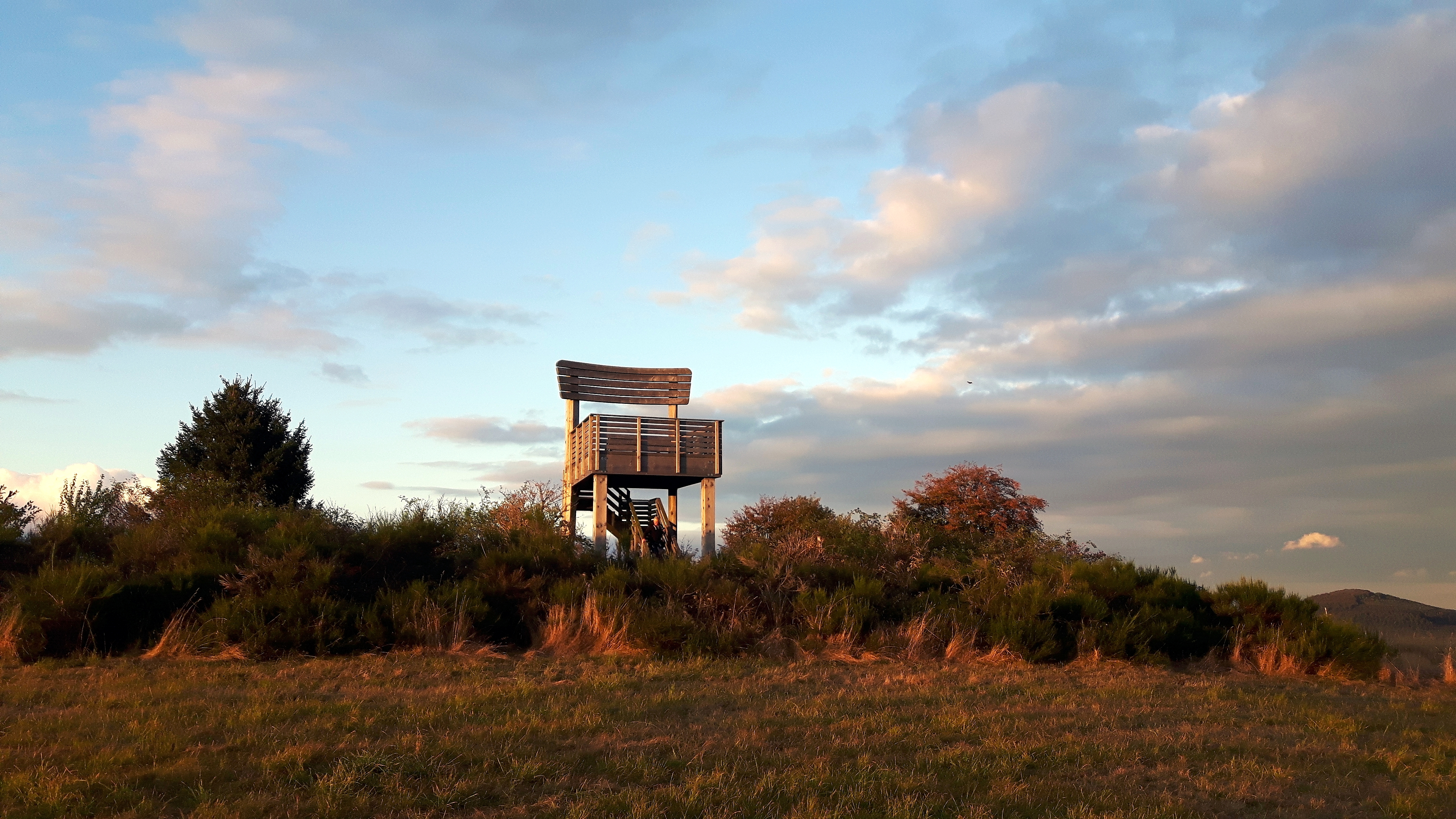
Sauerland-Stabil-Stuhl am Sauerland-Höhenflug

Von dort aus geht es weiter zum Hunau-Turm, Altastenberg, dem Astenturm, Mollseifen und über den Siebenahorn (730 m) zu den Aussichtstürmen Ziegenhellen- und Heidekopfturm. Hallenberg, Liesen und Medelon sind die nächsten Punkte der Strecke.
Der Weg führt nun weiter durch das naturbelassene Orketal zum Höhenort Küstelberg und nach Titmaringhausen. Von dort aus geht es zur Diemelquelle und über die Hochheide des Kahlen Pön nach Düdinghausen, Nieder-Schleidern und Goldhausen. Der Georg-Viktor-Aussichtsturm ist der letzte Punkt der Strecke, bevor der Sauerland-Höhenflug in der Altstadt von Korbach endet.
Ergänzt wird die Höhenflugroute durch zahlreiche Zuwege. Rundwanderwege führen unter anderem durch das Europäische Vogelschutzgebiet Medebacher Bucht, über den Kahlen Asten und die Nordhelle.
Als Wanderzeichen dient dem Hauptweg des Sauerland-Höhenfluges ein weißes H auf gelbem Quadrat. Zuwege und Rundwege haben als Wegzeichen ein schwarzes H auf einem gelben Quadrat.

## Auszeichnung

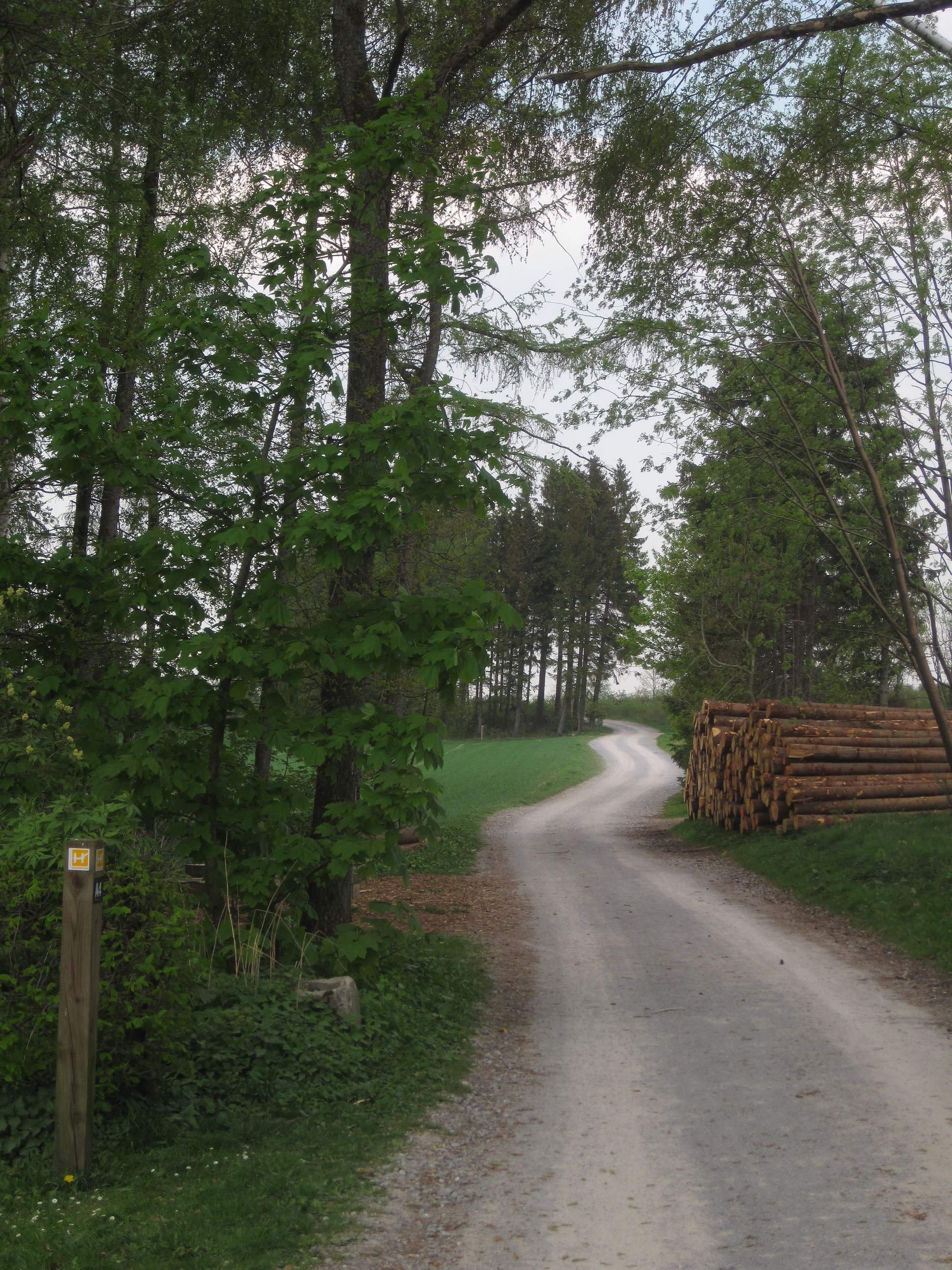
Wegstrecke auf dem Kohlberg in Richtung Ihmert

Von der Fachzeitschrift „Wandermagazin“ wurde der Sauerland-Höhenflug in der Kategorie Weitwanderwege im Jahr 2009 als zweitschönster Wanderweg Deutschlands ausgezeichnet.